# Моя борьба
«Моя́ борьба́» (нем. Mein Kampf, МФА [maɪ̯n kampf], транслит. «Майн кампф») — политический и идеологический манифест Адольфа Гитлера, лидера Национал-социалистической рабочей партии Германии. Опубликован в двух частях. В нём Гитлер описал свой путь в политику и своё мировоззрение. Книга содержит автобиографию Гитлера, но в основном представляет собой программный памфлет и пропагандистский документ, призванный упрочить позиции НСДАП.
Первый том был написан после неудавшегося путча 9 ноября 1923 года против Веймарской республики во время последующего тюремного заключения Гитлера в 1924 году и впервые опубликован 18 июля 1925 года, второй — 11 декабря 1926 года. Прежде всего первый том стал в Веймарской республике широко обсуждаемым бестселлером.
Немецкое название «Майн кампф» при упоминании книги часто употребляется без перевода.

## История написания
Гитлер написал первую часть «Майн кампф» в 1924 году, находясь в тюремном заключении в Ландсберге-на-Лехе. Долгое время считалось, что он продиктовал текст своему позднему заместителю Рудольфу Гессу. Последние изыскания указывают на то, что Гитлер сам печатал текст на портативной пишущей машинке. По свидетельству Винифред Вагнер, она отправила Гитлеру в Ландсберг «массу писчей бумаги».
После своего досрочного освобождения из тюрьмы в декабре 1924 года Гитлер продиктовал более программную вторую часть своему приспешнику Максу Аману, директору Franz-Eher-Verlag. Летом 1925 года Аман и Гитлер уединились в гостинице Бруно Бюхнера в Оберзальцберге (недалеко от более позднего Бергхофа), чтобы напечатать рукопись. Первоначально книга должна была называться «4,5 года борьбы против лжи, глупости и трусости». Издатель Макс Аман, сочтя название слишком длинным, сократил его до двух слов: «Моя борьба».
В качестве источника расистской идеологии, разработанной в «Майн кампф», особенно в центральной главе «Люди и раса», историк Роман Тёппель называет многочисленных антисемитских и народнических авторов, включая Рихарда Вагнера, Хьюстона Стюарта Чемберлена, Юлиуса Лангбена, Генриха Класса, Теодора Фрича, Дитриха Эккарта, Отто Хаузера, Ханса Ф. К. Гюнтера и Альфреда Розенберга. Другие авторы, упомянутые в более ранних исследованиях как генераторы идей Гитлера, такие как Карл Май, Карл Хаусхофер или ариософы Йорг Ланц фон Либенфельс и Гвидо фон Лист, большого влияния на Гитлера не оказали.
Первый том книги «Расплата» был опубликован 18 июля 1925 года. Второй том «Национал-социалистическое движение» — 11 декабря 1926 года.
В 1928 году Гитлер написал продолжение — вторую книгу, которая не была опубликована.

## Содержание

### Часть первая. Расплата
1. В отчем доме
2. Венские годы учения и мучения
3. Общеполитические размышления венского периода
4. Мюнхен
5. Мировая война
6. Военная пропаганда
7. Революция
8. Начало моей политической деятельности
9. Немецкая рабочая партия
10. Подлинные причины германской катастрофы
11. Народ и раса
12. Первоначальный период развития германской национал-социалистической рабочей партии

### Часть вторая. Национал-социалистическое движение
1. Мировоззрение и партия
2. Государство
3. Житель и гражданин
4. Личностное начало и народное государство
5. Мировоззрение и организация
6. Первая стадия нашей работы. Значение живой речи
7. Наши столкновения с красным фронтом
8. Сильные больше всего крепки своей самостоятельностью
9. Мысли о значении и организации штурмовых отрядов
10. Федерализм как маскировка
11. Пропаганда и организация
12. Проблема профсоюзов
13. Иностранная политика Германии после войны
14. Восточная ориентация
15. Тяжесть положения и права

## Основные идеи
Книга отражает идеи, реализацией которых стала Вторая мировая война. Гитлер использовал основные тезисы популярной в то время идеологии «еврейской угрозы» о монопольном захвате мировой власти евреями. Например, утверждается, что международный язык эсперанто может стать частью еврейского заговора.
Также из книги можно узнать подробности детства Гитлера и то, как сформировались его политические взгляды. Так, проживая в Австро-Венгрии, он проводит различие между немецким национализмом и австрийским «габсбургским» патриотизмом, отдавая предпочтение первому. Большую опасность для немецкой общины Австро-Венгрии он видел в «славянизации» этой страны, где славянские центры (Лайбах, Лемберг, Прага) усиливались, тогда как австрийские немцы постепенно теряли свои позиции. В этом свете у него сформировалось отрицательное отношение к парламентаризму и социал-демократии, которые были неспособны защитить немецкое меньшинство. Кроме того, антисемитизм Гитлера усилился тем фактом, что процент евреев среди лидеров австрийской социал-демократии был высоким, а социал-демократическая газета была в основном в руках евреев. Именно ударом в спину со стороны еврейской социал-демократии Гитлер объяснял проигрыш Германской империи и Австро-Венгрии в Первой мировой войне. Веймарскую республику он также считал «еврейско-демократической империей» (нем. Das jüdisch-demokratische Reich). Между тем с высокой симпатией Гитлер относился к профсоюзам, полагая, что они смогут стать инструментом оздоровления нации. Большое внимание уделяется пропаганде как средству манипуляции массой, посредством обращения не к её разуму, но к её чувству.
В детстве Гитлер считал, что различение евреев возможно только по религиозному признаку, к тому же в расовом плане значительная часть евреев смешалась с европейскими нациями. Гитлер также признаётся, что в ранние годы не питал ненависти к евреям, читая антисемитскую литературу, он подмечал множество устаревших мнений и ненаучных аргументов. Позже он меняет свою точку зрения и видит ясную этническую и идейную разницу между немцами и евреями.
Одним из важнейших пунктов Гитлеровской идеологии национал-социализма было противостоять марксизму, последний же ассоциируется у него с еврейством. В книге нередко встречаются обвинения в адрес марксизма с той аргументацией, что данная идеология служит орудием в руках евреев, чтобы уничтожить всю человеческую культуру, в данном случае «арийскую», в целях мирового господства над всем человечеством. В подтверждение этнического состава распространителей марксизма приводится аргумент о еврейском происхождении авторов социал-демократических брошюр, которые скупал Гитлер в юности ради изучения красной идеологии. Также, по мнению Гитлера, марксизм отвергает индивидуальность человека и роль личности в развитии культуры, поскольку именно отдельные люди являются основными двигателями исторических процессов, и вместо этого создаёт однообразную человеческую массу. Марксизм также оспаривает значение народности и расы, что, по мнению Гитлера, отнимает все предпосылки для его существования и создаваемой им культуры.
XI глава первой части книги чётко выражает расистское мировоззрение Гитлера, разделяющее людей по происхождению. Расы находятся в отношениях борьбы за существование, а смешение между ними гибельно. Высшей расой Гитлер считал «арийцев», состоящих из германских и романских элементов. Отличительной особенностью этой расы является светлый цвет кожи. Её высокое положение обусловлено тем, что наука, техника и искусство якобы являются продуктом творчества одной этой расы.
Противоположностью «арийцев» Гитлер называл евреев: если «арийца» характеризует идеализм и самопожертвование, то евреев характеризует эгоизм и инстинкт самосохранения. «Миф» об особых талантах евреев основан на мнении, что евреи умеют аккумулировать и воспроизводить культуру других народов, не имея своей собственной.
В IV главе второй части Гитлер заменяет парламентаризм принципом вождизма, когда всё решает не большинство, но один человек, стоящий на разных ступенях «народного государства» (нем. Der völkische Staat). Элементы парламентаризма сохраняются, но играют вспомогательную, совещательную роль при вожде (фюрере). Таким образом, разлагающему верховенству массы, большинства и количества противопоставляется верховенство и ответственность личности. Проблема парламентаризма как такового состоит, по мнению Гитлера, в отсутствии конкретного ответственного лица за то или иное политическое решение, которое принимает некая группа лиц.
В VII главе второй части Гитлер объясняет смысл нацистской символики.
Гитлер также пишет о грядущей войне, обосновывая её необходимостью расширения жизненного пространства. Самую большую опасность для Германии, по его мнению, представляет Франция, которая, с одной стороны, уже имела опыт отторжения (Эльзас-Лотарингия) и оккупации немецких земель (при Наполеоне I), а с другой стороны, проводит внутреннюю политику расового смешения.
Россию Гитлер воспринимал больше как пространство для территориальной экспансии, государственным ядром которого некогда были германские элементы, вытесненные или уничтоженные евреями в ходе большевистской революции.

## Издания

### Издания до Второй мировой войны
До 1933 года книга продавалась довольно вяло. В 1930 году распродано 54 000 экз., в 1932 году — 90 351 экз., с января по 17 ноября 1933 года — 854 127 экз. В течение 1933 года было продано около 1 080 000 экз. В последующие годы издательство Franz-Eher-Verlag за каждое переиздание книги начисляло Гитлеру от 1 до 2 миллионов марок. Гитлер сделал на книге состояние. Книга в качестве обязательной литературы выдавалась бесплатно не только «товарищам по партии», но и с 1936 года — молодожёнам при бракосочетании вместо Библии.
Ещё до начала Второй мировой войны появились английский, французский, русский и другие переводы, было продано около 500 тыс. переводных экземпляров. 
В СССР перевод книги был выполнен Григорием Зиновьевым и издан в 1933 году ограниченным тиражом для изучения партийными работниками.
Другой перевод книги на русский язык был выполнен в Китае, автором перевода стала Ю. Крузенштерн; этот перевод был напечатан в издательстве «Гонг» в Шанхае в 1935 году.
Полный перевод на английский был сделан Джеймсом Мерфи (Dr James Murphy) в 1936 году по заказу министерства пропаганды Германии.
По утверждению лондонского издателя «Хёрст энд Блэкетт», доходы от второго английского издания «Майн кампф» пошли в пользу Красного Креста.

### Издания после Второй мировой войны
В 2005 году книга вошла в список книжных бестселлеров в Турции с объёмом продаж, по разным данным, от 50 до 100 тысяч экз. за три месяца. После этого книга была изъята из продажи.
В 2009 году в Японии вышла манга «Майн кампф». В апреле 2017 года в Японии было официально разрешено использовать «Майн кампф» в качестве иллюстрации к учебным пособиям в школах (но не в качестве средства пропаганды расизма, что запрещено). Министр иностранных дел Китая высказал неодобрение этого факта.
В 2016 году в Германии было выпущено подготовленное научными сотрудниками Института современной истории Мюнхен — Берлин двухтомное комментированное издание книги объёмом 2000 страниц, где 700 страниц составил оригинальный текст и ещё 1300 страниц — научный критический комментарий, в котором представлено опровержение тезисов, выдвинутых Гитлером. Хотя первоначальный тираж составлял 4000 экземпляров, тем не менее, по словам представителя Института современной истории Мюнхен — Берлин Зимоне Паульмихль, за период с начала января по апрель 2016 года книга стала бестселлером и было продано примерно 47 500 экземпляров. За весь этот год, по утверждению директора Института современной истории Мюнхен — Берлин Андреаса Виршинга, было продано 85 тысяч экземпляров. В январе 2017 года вышел шестой тираж книги.

### Русскоязычные издания
После издания двух переводов на русский язык: 1933 года Г. Е. Зиновьева и 1935 года Ю. В. Крузенштерн книгу длительное время не издавали.
Затем перевод книги Крузенштерн выдержал два издания:
- Моя борьба. Автобиография. / пер. Ю. Крузенштерн. Нью-Йорк: Русский клич, 1982. 84 с.; Перепечатано с издания: Шанхай, изд-во «Гонг», 1935.
- Моя борьба / Адольф Гитлер; [краткий пер. с нем. Ю. Крузенштерн]. — СПб.: Привет, 1990. — 83 с.

В СССР попытку широкой публикации некоторых глав из «Майн кампф» осуществил «Военно-исторический журнал» в 1990 г. (перевод подполковника Н. С. Владимирова)
Первое массовое полное издание книги в России (не считая ограниченного тиража в СССР для партийных работников в начале 1930-х годов) было осуществлено издательством «Т-Око» в 1992 году (в том же переводе Зиновьева). За последнее время книга была издана несколько раз:
- Адольф Гитлер. «Моя борьба» = «Mein Kampf». — Т-Око, 1992.
- «Моя борьба», пер. с нем., 1998, с комментариями редакции, Москва: издательство «Витязь».
- «Моя борьба», пер. с нем., 2002, издательство «Русская правда».
- «Моя борьба», пер. с нем., 2003, Москва: издательство «Социальное движение».
- «Моя борьба» — Харьков: ООО «Свитовид», 2003. — 704 с. ISBN 966-7921-35-1.

## Использование в мистификации «Исследования обид»
В 2018 году группа учёных в рамках мистификации «Исследования обид» переписала 12 главу «Майн Кампф» (3000 слов) в терминах феминизма третьей волны и гендерных исследований и отправила под видом научной статьи с заголовком «Наша борьба — это моя борьба» (англ. «Our Struggle is My Struggle: Solidarity Feminism as an Intersectional Reply to Neoliberal and Choice Feminism») в ежеквартальный рецензируемый научный журнал Affilia, после чего статья прошла оценку рецензентов и редакторов и была принята к публикации, однако не успела быть опубликованной до последовавшего разоблачения мистификации.

## Авторские права на книгу
До 1945 года авторские права на книгу принадлежали издательству НСДАП Franz-Eher-Verlag, располагавшемуся в Баварии. До начала 2016 года авторское право на издание книги принадлежало Баварии, получившей его от США в 1946 году. В правительстве Баварии вопросами авторского права на книгу занималось министерство финансов. С тех пор министерство финансов не давало разрешений на издание этой книги и заявляло о своём намерении и в дальнейшем проводить такую же политику. Также министерство практиковало обращения в уполномоченные органы других государств с просьбой о запрете издания книги и её свободной продажи. Срок действия авторского права на эту книгу в Германии закончился 31 декабря 2015 года.

## Запрет в России
В соответствии с федеральным законом от 25 июля 2002 года № 114-ФЗ «О противодействии экстремистской деятельности» на территории Российской Федерации запрещено распространение экстремистских материалов (в их число включены также публикации руководителей НСДАП — а значит, и книга Адольфа Гитлера «Моя борьба»), а также их производство или хранение в целях распространения.
В 2006 году Общественная Палата РФ выступила с инициативой создания списка запрещённых книг, во всех версиях которого присутствует сочинение Гитлера.
7 июля 2009 года исторический сайт «Хронос» был заблокирован на несколько дней по требованию ГУВД Санкт-Петербурга; причина — размещённый на сайте конспект книги «Mein Kampf».
24 марта 2010 г. решением Кировского районного суда города Уфы книга была признана экстремистским материалом в РФ.
Книга содержит элементы автобиографии Гитлера с изложением идей национал-социализма, выражает милитаристское мировоззрение и оправдывает дискриминацию и уничтожение лиц неарийских рас, отражает идеи, реализацией которых стало начало Второй мировой войны

— отметили в Генпрокуратуре. По поручению прокуратуры Республики Башкортостан прокуратура Кировского района города Уфы провела проверку исполнения законодательства о противодействии экстремистской деятельности, в результате которой подтвердился факт свободного распространения книги «Mein Kampf». В связи с этим прокурор направил в суд иск о признании указанной книги экстремистским материалом. В Генпрокуратуре указали, что 
в соответствии со ст. 1 Федерального закона „О противодействии экстремистской деятельности“ отнесение документов к трудам руководителей национал-социалистической рабочей партии Германии является основанием автоматического признания их экстремистскими материалами и не требует дополнительной аргументации и проведения экспертизы.
Кировский районный суд согласился с позицией прокуратуры и признал книгу Адольфа Гитлера экстремистским материалом. 13 апреля 2010 года решение суда вступило в законную силу и книга была внесена в Федеральный список экстремистских материалов (№ 604).
В июле 2010 года суд Центрального района г. Комсомольска-на-Амуре Хабаровского края постановил ограничить доступ к интернет-ресурсам «Либрусек» (в постановлении ошибочно написано lib.rus), thelib.ru, zhurnal.ru, «Архив Интернета» и др., на которых размещались экстремистские материалы, в том числе книга «Моя борьба».
5 февраля 2014 года федеральный судья Центрального районного суда Хабаровска Романова Ирина Александровна вынесла решение об удовлетворении иска прокурора о запрете доступа к Википедии в связи с тем, что в этой статье ранее были ссылки на книгу «Моя борьба». 20 февраля 2014 года в Федеральный список экстремистских материалов (№ 2334) была внесена интернет-ссылка на русский перевод книги.